# Nenúfars (Monet)

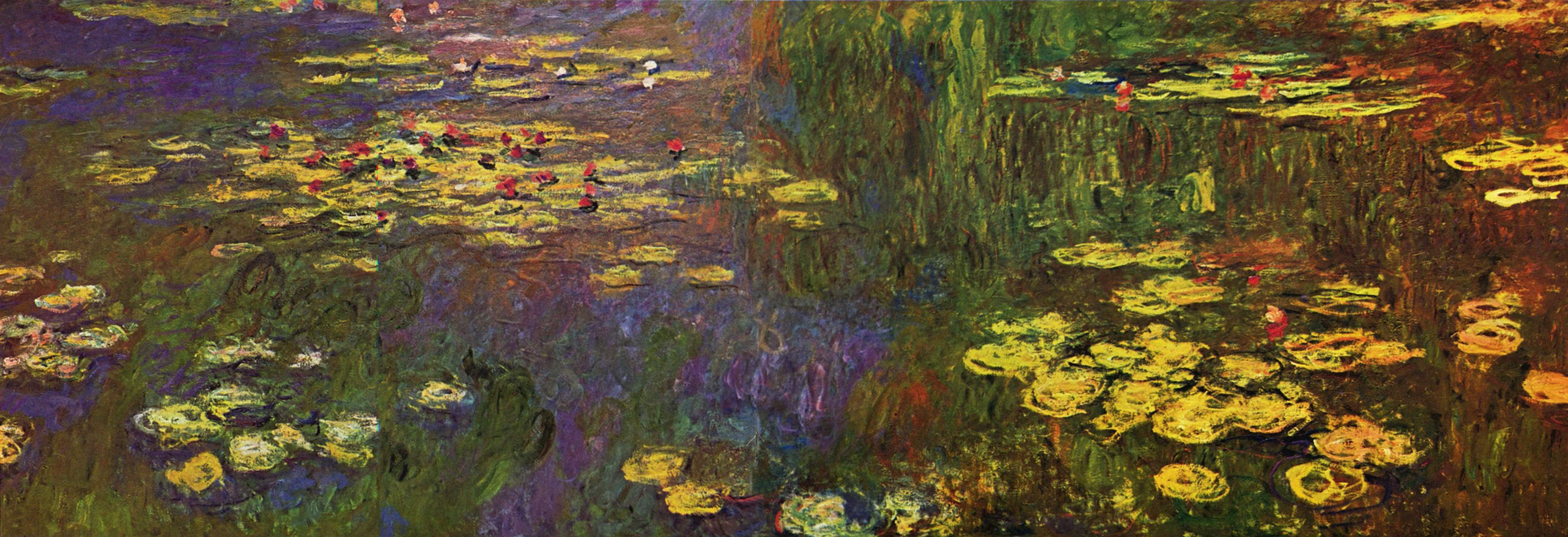
Claude Monet: Els nenúfars (1920-1926). Musée de l'Orangerie, París

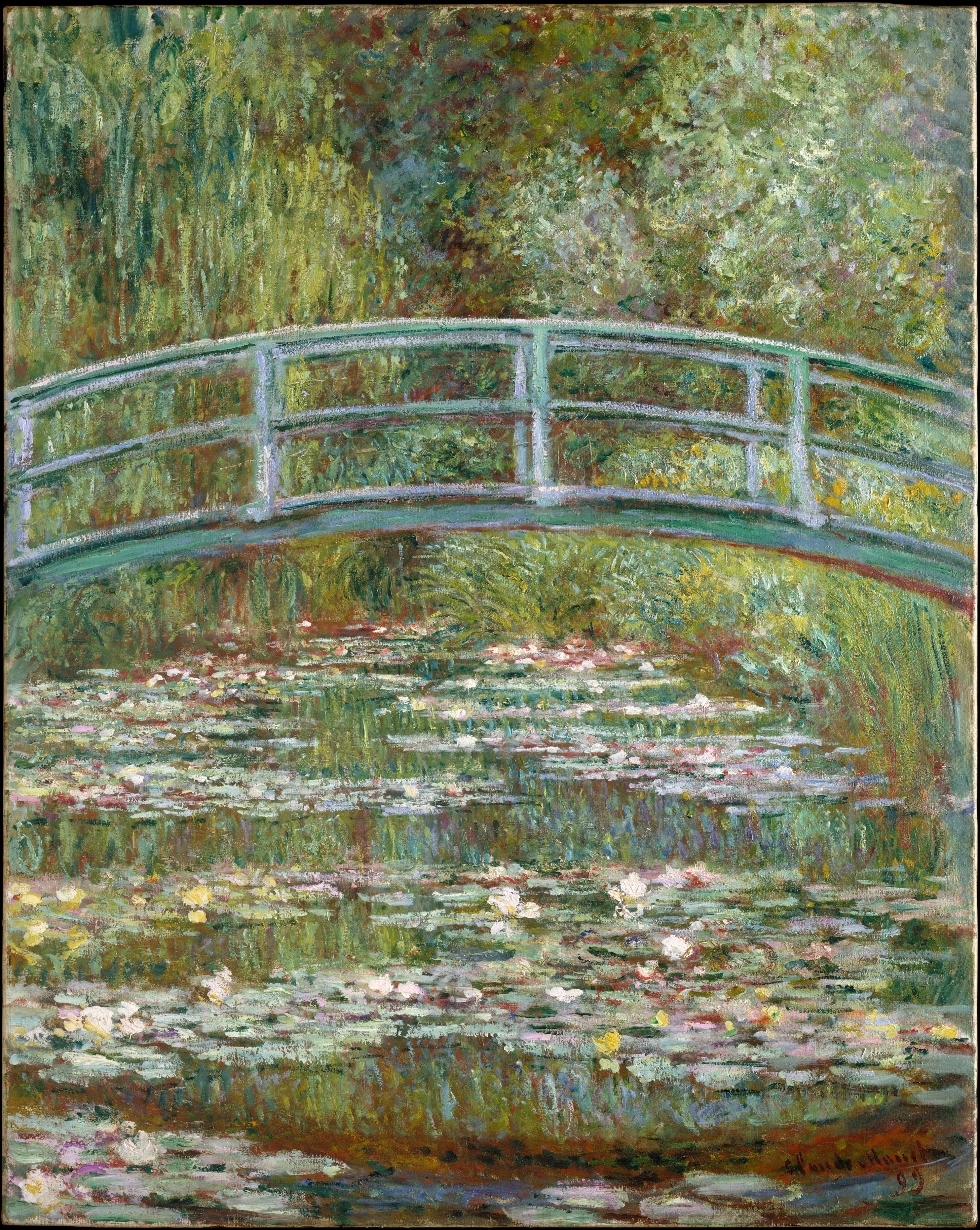
Claude Monet. El pont dels nenúfars (1889). Metropolitan Museum of Art, Nova York.

Els nenúfars (en francès: Les Nymphéas [nɛ̃.fe.a]) és una sèrie d'aproximadament 250 pintures a l'oli de l'impressionista francès Claude Monet (1840–1926). Les pintures representen diversos espais del jardí aquàtic que Monet tenia a casa seva, a Giverny, i van ser el focus principal de la seva producció artística durant els últims trenta anys de la seva vida.

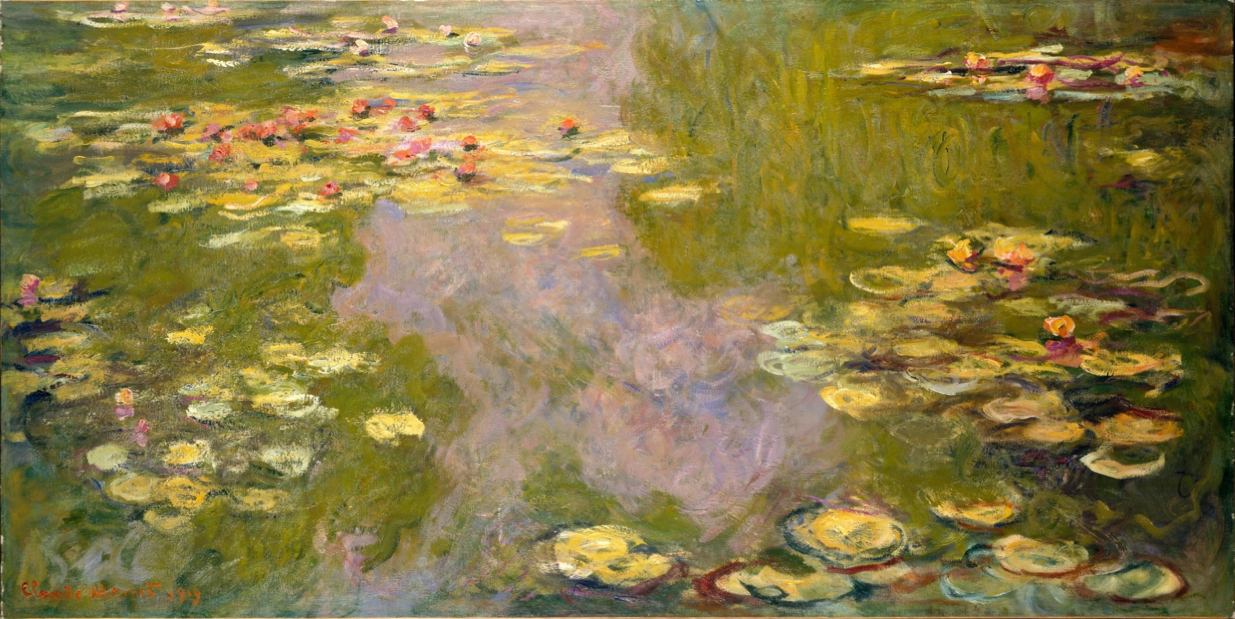
Claude Monet: Nenúfars, 1919. Metropolitan Museum of Art, New York City.

## Història
La preferència de Monet per produir i exposar sèries de pintures agrupades per tema i perspectiva va començar el 1877 amb els dotze quadres sobre l'estació de Saint-Lazare de París (1877). Posteriorment desenvoluparia aquesta tècnica a l'aire lliure en altres sèries, com la vall de La Creuse (1889), els pallers (1890-1891), la catedral de Rouen (1892-1894) o el pont de Westminster de Londres (1900).
La culminació d'aquesta tendència va venir amb la sèrie dels nenúfars (1897-1926), en la qual Monet portà a l'extrem la teoria i la pràctica de l'impressionisme pictòric, segons la qual, la pintura a l'aire lliure ha de representar les figures tal com es mostren a l'ull humà, és a dir, com simples taques de color que evolucionen segons canvia la llum del dia. Les flors, la vegetació del jardí aquàtic i els reflexos de l'aigua produïts per la llum del sol són els protagonistes d'aquesta sèrie pictòrica.
Des de 1897 fins al final de la seva vida, Monet es dedicà a treballar en diferents obres d'aquesta sèrie, pintats al jardí que es va fer construir a casa seva, a la població francesa de Giverny. La culminació va venir el 1914 amb l'encàrrec, per part d'un grup de persones encapçalades pel polític Georges Clemenceau, de vuit murals de gran format amb nenúfars per regalar-los a l'estat francès, amb la intenció de ser exposats de forma permanent al Museu de l'Orangerie de París, en un parell de sales ovalades construïdes expressament per a l'ocasió. Els murals hi estan ordenats en cercle, de manera que l'espectador té la impressió d'estar al mig del jardí aquàtic creat per l'artista. L'exposició es va obrir al públic el 16 de maig de 1927, pocs mesos després de la mort de Monet. Per la seva espectacularitat, aquest espai es coneix com la Capella Sixtina de l'impressionisme.

## Exposició
A banda d'aquestes sales del Museu de l'Orangerie, les diferents pintures de Monet sobre els nenúfars s'exposen en museus d'arreu del món, com ara el Museu d'Art de la Universitat de Princeton, el Museu Marmottan Monet, el Museu d'Orsay de París, el Metropolitan Museum of Art i el Museu d'Art Modern de Nova York, l'Art Institute of Chicago, el Saint Louis Art Museum, el Nelson-Atkins Museum of Art de Kansas City, el Carnegie Museum of Art, el National Museum of Wales, el Musée des Beaux-Arts de Nantes, el Museu d'Art de Toledo, el Museu d'Art de Cleveland o el Museu d'Art de Portland. El 1999, es van reunir seixanta pintures de nenúfars d'arreu del món per a una exposició especial al Musée de l'Orangerie. El 2020, el Museu de Belles Arts de Boston va celebrar el seu 150è aniversari amb algunes de les pintures de nenúfars de Monet.